# Mychajło-Kociubynśke
Mychajło-Kociubynśke (ukr. Mychajło-Kociubynśke) – osiedle typu miejskiego na Ukrainie, w obwodzie czernihowskim, w rejonie czernihowskim, siedziba hromady. W 2001 liczyło 3028 mieszkańców, spośród których 2904 wskazało jako ojczysty język ukraiński, 107 rosyjski, 7 białoruski, a 9 ormiański. W 2025 liczyło 2712 mieszkańców.

## Urodzeni
- Wasyl Błakytnyj